# Мандри у Країні Мрій
Мандри у Країні Мрій — концертний альбом гурту Мандри, записаний під час виступу колективу на фестивалі «Країна Мрій-2005» на Співочому полі в Києві.

## Композиції
1. Хай Тобі Не Буде Сумно
2. Легенда Про Іванка Та Одарку
3. Калина
4. Орися
5. Ой, чий то кінь чтоїть
6. Магдалєна
7. Коханочка
8. Коло Млину
9. Несе Галя воду
10. Косачіна